# Getnet Wale
Getnet Wale (16 luglio 2000) è un mezzofondista e siepista etiope.

## Palmarès
| Anno | Manifestazione     | Sede      | Evento          | Risultato | Prestazione | Note                          |
| ---- | ------------------ | --------- | --------------- | --------- | ----------- | ----------------------------- |
| 2016 | Mondiali juniores  | Bydgoszcz | 3000 m siepi    | Bronzo    | 8'22"83     | Miglior prestazione personale |
| 2017 | Mondiali           | Londra    | 3000 m siepi    | 9º        | 8'25"28     |                               |
| 2018 | Mondiali juniores  | Tampere   | 3000 m siepi    | Bronzo    | 8'26"16     |                               |
| 2019 | Mondiali           | Doha      | 3000 m siepi    | 4º        | 8'05"21     | Miglior prestazione personale |
| 2019 | Giochi Panafricani | Rabat     | 3000 m siepi    | Argento   | 8'14"06     |                               |
| 2021 | Giochi olimpici    | Tokyo     | 5000 m piani    | Batteria  | 13'45"81    |                               |
| 2021 | Giochi olimpici    | Tokyo     | 3000 m siepi    | 4º        | 8'14"97     |                               |
| 2022 | Mondiali           | Eugene    | 3000 m siepi    | 4º        | 8'28"68     |                               |
| 2023 | Mondiali di cross  | Bathurst  | Staffetta mista | Argento   | 23'21"      |                               |
| 2023 | Mondiali           | Budapest  | 3000 m siepi    | 11º       | 8'21"03     |                               |
| 2024 | Mondiali indoor    | Glasgow   | 3000 m piani    | 4º        | 7'44"67     |                               |
| 2024 | Giochi panafricani | Accra     | 5000 m piani    | 5º        | 13'44"45    |                               |
| 2024 | Giochi olimpici    | Parigi    | 3000 m siepi    | 9º        | 8'12"33     |                               |
| 2025 | Mondiali indoor    | Nanchino  | 3000 m piani    | 11º       | 7'50"07     |                               |

## Campionati nazionali
2017
- Argento ai campionati etiopi, 3000 m siepi - 8'33"7

2018
- Oro ai campionati etiopi, 3000 m siepi - 8'29"0
- Oro ai campionati etiopi under-20, 3000 m siepi - 8'35"01

2019
- Oro ai campionati etiopi, 3000 m siepi - 8'29"1

2021
- Oro ai campionati etiopi, 5000 m piani - 13'35"4

2022
- Bronzo ai campionati etiopi, 5000 m piani - 13'45"2

## Altre competizioni internazionali[1]
2017
- Argento al Golden Spike Ostrava ( Ostrava), 3000 m siepi - 8'13"16

2018
- 9º all'Herculis ( Monaco), 3000 m siepi - 8'22"68

2019
- Bronzo all'Herculis ( Monaco), 3000 m siepi - 8'05"51
- Oro al Meeting international Mohammed VI d'athlétisme de Rabat ( Rabat), 3000 m siepi - 8'06"01
- Argento al Golden Gala ( Roma), 3000 m siepi - 8'06"83
- Oro al Memorial Van Damme ( Bruxelles), 3000 m siepi - 8'06"92

2020
- Oro della classifica generale del World Athletics Indoor Tour, 3000 m piani
- 10º all'Herculis ( Monaco), 3000 m siepi - 8'35"85

2021
- Oro al Meeting Hauts-de-France Pas-de-Calais ( Liévin), 3000 m piani indoor - 7'24"98
- 4º al Meeting de Paris ( Parigi), 3000 m siepi - 8'13"31
- 5º al Weltklasse Zürich ( Zurigo), 3000 m siepi - 8'21"11

2022
- Bronzo ai Bislett Games ( Oslo), 5000 m piani - 13'04"48
- Bronzo al Golden Gala ( Roma), 3000 m siepi - 8'06"74
- Argento al Weltklasse Zürich ( Zurigo), 3000 m siepi - 8'08"56
- 7º all'Athletissima ( Losanna), 3000 m siepi - 8'16"41
- 5º al Cross Internacional Juan Muguerza ( Elgoibar) - 34'49"

2023
- Argento al Meeting international Mohammed VI d'athlétisme de Rabat ( Rabat), 3000 m siepi - 8'05"15
- Argento al Bauhaus-Galan ( Stoccolma), 3000 m siepi - 8'12"27
- 6º al Doha Diamond League ( Doha), 3000 m piani - 7'36"81

2024
- Bronzo al Doha Diamond League ( Doha), 3000 m siepi - 8'09"69
- Argento al Meeting international Mohammed VI d'athlétisme de Rabat ( Marrakech), 3000 m siepi - 8'09"78
- 4º al Bauhaus-Galan ( Stoccolma), 3000 m siepi - 8'10"73

2025
- Bronzo al Meeting de Paris ( Parigi), 3000 m siepi - 8'12"58